# L'Échappée sauvage
 (juillet 2025).
Pour l’article homonyme, voir L'Échappée sauvage (film, 2019).
Pour plus de détails, voir Fiche technique et Distribution.
L'Échappée sauvage est un court métrage belgo-français écrit et réalisé par Philippe Reypens, tourné en été 2016 en Bretagne et dans les cantons de l'Est en Belgique (lac de Butgenbach), dont la première projection publique a eu lieu en juin 2017 lors du 25e Festival Le Court en dit long (Paris) où il a été récompensé du prix « Coup de Cœur » Be TV.
C'est un film poétique et onirique, sans dialogue, flirtant avec la chanson de Jónsi Boy Lilikoi. Il a fait l'objet de multiples diffusions sur les chaînes belges Be TV et RTBF.
L'Échappée sauvage a été créé dans l'urgence du désir de tourner. Il est le résultat artistique d’une contrainte budgétaire (un micro, voire un no budget) et de temps imparti à l’écriture et à la préparation (un mois).

## Synopsis
Dans les années 50, par une belle journée d'été, un garçon issu de la bourgeoise et venant de la ville se laisse entraîner au cœur de la forêt par deux enfants de la campagne dont une jeune fille. C'est ainsi qu'il découvre le monde de la nature et qu'il vit ses premiers émois amoureux, loin du monde des adultes et de son père parti à sa recherche.

## Fiche technique
- Titre original : L'Échappée sauvage
- Réalisation : Philippe Reypens
- Production : Philippe Reypens, Bruno Desclée
- Coproduction : Loïc Porcher, Charles Delbeuck
- Photographie : Philippe Reypens, Loïc Porcher
- Montage image : Philippe Reypens
- Étalonnage : Miléna Trivier
- Montage son et Mixage : Hugo Fernandez
- Musique : Christine Aufderhaar (de), Jónsi
- Sociétés de production : King's Group, Ivanoe film
- Pays d'origine :  Belgique,  France
- Genre : drame, poétique
- Durée : 16 minutes
- Date de sortie : 2017

## Distribution
- Henri Vander Maren : le petit citadin
- Théodore Cousin : le petit paysan
- Elsa Devriendt : le petite paysanne
- Régis Le Dorven : le paysan
- Philippe Reypens : le père

## Distinction

### Récompenses
- Prix « Coup de Cœur » Be TV au 25e Festival Le Court en dit long (Paris) 2017